# Бойченко Любов Назарівна
Любо́в Наза́рівна Бо́йченко (1922—2008) — українська ланкова, Герой Соціалістичної Праці.

## Життєпис
Народилася 1922 року (в інших джерелах — 1924-го) в селі Запрудка Іванківського району. Ще з молодих років очолила ланку по вирощуванню льону у колгоспі ім. Комінтерну.
Під час нацистської окупації була вивезена на примусові роботи до Німеччини. На фронті загинув її наречений.
За великі досягнення в льонарстві делегувалася на Виставку досягнень народного господарства, 3-й з'їзд колгоспників (1969).

### Нагороди
- Герой Соціалістичної Праці (1966)
- орден Леніна (1966)
- орден «Знак Пошани» (1956)
- орден Жовтневої Революції (1971)